# A sebesült angyal (festmény)
A sebesült angyal (finnül: Haavoittunut enkeli) egy olajfestmény, alkotója Hugo Simberg finn szimbolista festő. A kép mérete 127×154 cm; sokak szerint Simberg legismertebb műve. 2006-ban Finnország nemzeti festményévé választották szavazás útján. A kép 1903-ban készült.
Az alkotó többi munkájához hasonlóan ez a festmény is komoly, borongós hangulatot áraszt. A kép központi alakja egy angyal, szemén kötéssel és vérfoltokkal a szárnyán. Két rúdon két fiatal fiú hordozza; ruhájuk egyhangú és fekete, mintha gyászolnának. A két alak a kép bal oldala fele igyekszik távozni.
A képre számos értelmezés született, maga a művész is fontosnak tartotta, hogy a néző kialakítsa saját véleményét és jelentését festményeivel kapcsolatban. Biztosra vehető azonban, hogy a kép festésének idején készítője agyhártyagyulladásban szenvedett, és a kép festésének ötlete lábadozásának illetve betegségének idején fogant.
Később a festőt freskók festésére kérték fel; a tamperei katedrális számára készített egyik műve ezen festmény felnagyított változata volt. Simberg a képet kedvenc művének tekintette.
A kép a szavazás után a finn kultúra népszerű része lett; többször szerepelt más művészeti alkotásokban, mint például a Nightwish finn együttes Amaranth című számának videóklipjében.